# Marco Antonio Regil

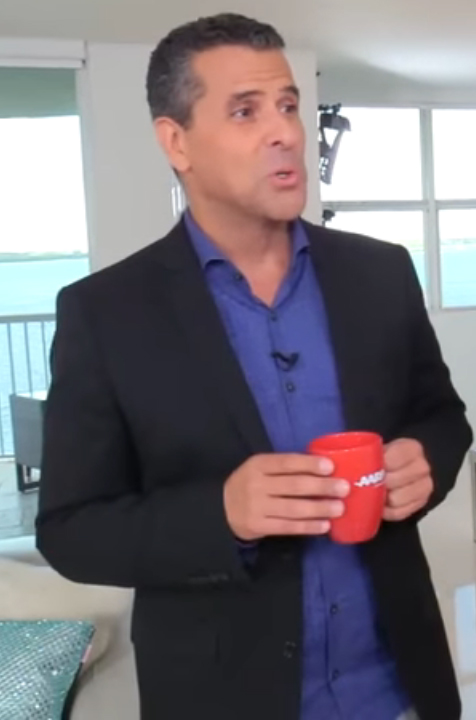
Marco Antonio Regil, 2017

Marco Antonio Regil (Marco Antonio de Regil Sánchez; * 27. Dezember 1969 in Tijuana) ist ein mexikanischer Fernsehmoderator.
Regil nahm fünfzehnjährig am Talentwettbewerb El Super Locutor del 85 der Grupo Uniradio teil und hatte bereits als Schüler ein eigenes Radioprogramm in der Stadt Obregón. 1990 leitete und produzierte er bei Televisa Tijuana das Programm Máxima Expresión. 1993 ging er nach Mexiko-Stadt und wurde Mitarbeiter des Senders Estéreo 102 von Televisa Radio. Noch im gleichen Jahr erhielt er die Gelegenheit, Produktionen von Televisa zu moderieren, die in ganz Mexiko und darüber hinaus gesendet wurden. Mit Programmen wie Teletón México (ab 1997), 100 Mexicanos Dijeron (2001–2006), Los 5 magníficos (2007), Hazme reír y serás millonario (2010) und Un nuevo día (seit 2018) erlangte er in Mexiko und ganz Lateinamerika große Popularität.
In der spanischen Version des Animationsfilms Megamind sprach Regil die Rolle des Metro Man (im Original: Brad Pitt). Bekannt wurde er auch durch seinen Einsatz für eine vegane Lebensweise und die Unterstützung der Tierrechtsbewegung.

## Weblink
- Homepage von Marco Antonio Regil